# Buy Local
Buy Local (übersetzt: Kaufe vor Ort) ist eine bundesweite Qualitätsoffensive inhabergeführter Unternehmen mit dem Ziel, Konsumenten für die Auswirkungen der Kaufentscheidungen zu sensibilisieren. Denn dies hat konkrete Auswirkungen auf die Lebensqualität in ihrer eigenen Region. Darüber hinaus sorgt eine Vielfalt inhabergeführter Unternehmen dafür, dass die Innenstädte attraktiv bleiben. Für die lokalen und regionalen Unternehmen wirkt Buy Local als Ansprechpartner, um lokale Netzwerke im gesamten Bundesgebiet zu schaffen.

## Ursprung und Entwicklung
Buy Local begann im Buchhandel, die dem zunehmenden Druck international agierender Internetversandhändler etwas entgegensetzen wollte. Es zeigte sich, dass es ähnliche Probleme auch in anderen Branchen gibt, seitdem vertritt BUY LOCAL e.V. die Belange von inhabergeführten regionalen Unternehmen aller Branchen in der Öffentlichkeit. In der Zwischenzeit gehören dem Verein diverse Unternehmen aus Einzelhandel, Dienstleistung und Handwerk an.

## Gütesiegel
Der Verein hat ein bundesweites Gütesiegel zur Kennzeichnung von empfehlenswertem lokalem Marketing entwickelt, um regional verwurzelte und aktive Händler auszuzeichnen.